# Chất lỏng điện biến
Chất lỏng điện biến (tiếng Anh: electrorheological fluid) là một hỗn hợp gồm các hạt với độ dẫn điện cực cao trộn trong chất lỏng cách điện (tỉ lệ độ dẫn điện giữa các hạt và chất lỏng vào khoảng từ một tới hàng chục nghìn lần).
Sự có mặt của các hạt mang điện này không làm thay đổi đặc tính của chất lỏng trong điều kiện bình thường. Trái lại, khi chất lỏng được đặt trong điện trường, các hạt mang điện sẽ bị phân cực và hình thành các sợi dọc theo phương của điện trường. Khi đó đặc tính của chất lỏng (thể hiện rõ nhất là độ nhớt) sẽ thay đổi đáng kể và phụ thuộc vào cường độ điện trường ngoài.
Một đặc điểm rất đáng chú ý khác của chất lỏng điện biến là tính thuận nghịch. Khi bỏ điện trường ngoài, chất lỏng sẽ trở lại đặc tính hoàn toàn giống như ban đầu.

## Lịch sử và tiềm năng
Được phát hiện ra từ năm 1947 bởi Winslow, hiện tượng này đã được các nhà vật lý trên thế giới chú ý. Chất lỏng điện biến được coi là có rất nhiều tiềm năng trong công nghiệp nhờ các đặc tính như thời gian đáp ứng cực nhanh (khoảng vài ms), tiêu thụ năng lượng hầu như không đáng kể và khả năng điều khiển được như một chất lỏng thông minh. Đã có rất nhiều nghiên cứu được thực hiện, đặc biệt là ở Mỹ, Nhật Bản và Trung Quốc. Tuy nhiên ứng dụng của loại chất lỏng này trong công nghiệp vẫn còn rất hạn chế, vì liên kết giới hạn chưa cao (khoảng vài kPa với chất lỏng điện biến truyền thống).
Tuy nhiên, các nhà khoa học ở Hồng Kông đã sản xuất thành công một loại chất lỏng mới với liên kết lên tới hàng trăm kPa, tức là gấp hai mươi lần so với chất lỏng điện biến truyền thống, nhờ vào việc giảm kích thước của các hạt mang điện xuống cỡ nanomet. Điều này đã làm thay đổi một số quan niệm về hiện tượng điện biến của chất lỏng (hiệu ứng ER - Electrorheological effect). Để phân biệt, người ta gọi tên hiện tượng mà các nhà khoa học Hồng Kông tìm ra là hiện tượng điện biến mạnh (Giant ER effect).
Hiện tượng điện biến mạnh và các loại chất lỏng điện biến mạnh hiện nay đã cho phép các nhà khoa học trên thế giới nghĩ đến các áp dụng công nghiệp rộng rãi. Các cơ cấu có thể áp dụng hiện tượng này là van điện cơ (electromechanical valve), các cơ cấu điều khiển rung tích cực (actif vibration damper), các cơ cấu chấp hành nhỏ (micro-actuator)...